# Karl Wilhelm Diefenbach

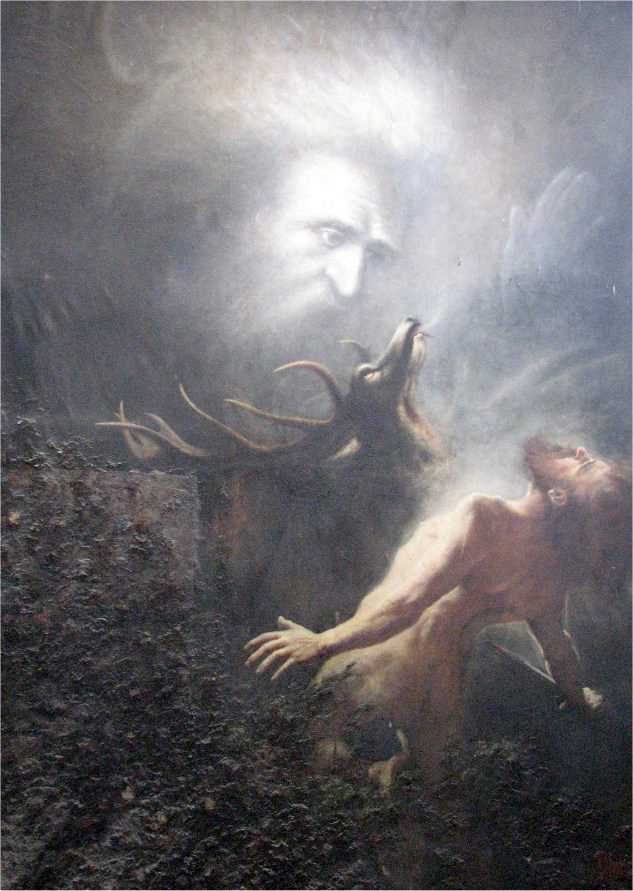
Du sollst nicht töten (Non uccidere)

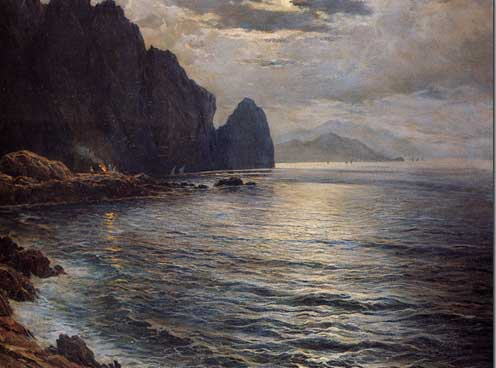
Il Tramonto

Karl Wilhelm Diefenbach (Hadamar, 21 febbraio 1851 – Capri, 15 dicembre 1913) è stato un pittore e utopista tedesco.

## Biografia

### Riformismo sociale
Diefenbach fu un pioniere del nudismo e del movimento pacifista. La comune da lui fondata a Vienna, attiva tra il 1897 e il 1899, fu uno dei modelli per l'insediamento di Monte Verità ad Ascona.
Perseguì ideali di riforma sociale professando un complesso di idee, delle quali facevano parte una condotta di vita in armonia con la natura, il rifiuto della monogamia, l'alienità a qualsiasi religione (sebbene egli fosse un seguace della teosofia), la pratica di una dieta vegetariana. Quando la sua comune andò in bancarotta, si trasferì sull'isola di Capri, dove trascorse tutto il resto della sua vita.

### Attività artistica
Come pittore, fu un esponente indipendente del movimento dell'Art Nouveau e del Simbolismo. Dal 1974, a Capri è stato dedicato un museo alle sue opere, ospitato nella Certosa di San Giacomo.
Il Museo Villa Stuck di Monaco di Baviera gli ha dedicato una mostra, rimasta aperta dal 29 ottobre 2009 al 31 gennaio 2010.
Sulla sua esperienza di vita, fuori dal comune, il regista Mario Martone si è ispirato per il film presentato al festival di Venezia Capri-Revolution (2018).

## Note

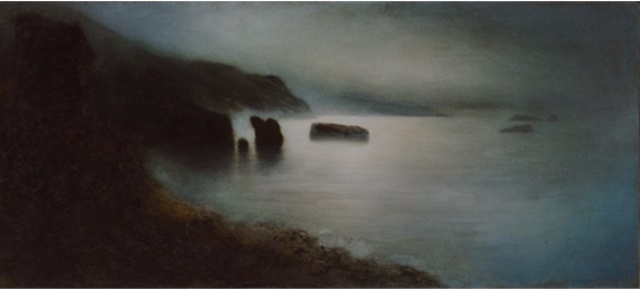
Veduta di Capri